# Rêves pornos
Pour plus de détails, voir Fiche technique et Distribution.
Rêves pornos ou Le Dictionnaire de l'érotisme est un film français de Max Pécas sorti en 1975.

## Synopsis
Une jeune femme parcourt un dictionnaire. Certains mots (caresse, orgie...) sont plus évocateurs que d'autres...

## Histoire
Rêves pornos est constitué, pour l'essentiel, d'une compilation de scènes érotiques extraites de films tournés par Max Pécas entre  1965 et 1974. Le dictionnaire sert de fil rouge à ce film rétrospective. Sorti quelques semaines après l'arrivée sur les écrans français du premier film hardcore, des séquences de sexe sont ajoutées pour répondre à la nouvelle demande des distributeurs et du public.
Le film reprend entre autres des extraits de  Espions à l'affût, la Peur et l'Amour, la Nuit la plus chaude, Claude et Greta, Je suis une nymphomane, Je suis frigide... pourquoi ?, Club privé pour couples avertis...

## Fiche technique
- Titre : Rêves Pornos ou  Le Dictionnaire de l'érotisme[2].
- Réalisation : Max Pécas (sous le nom d'Octave Jackson)[1]
- Scénario : Max Pécas
- Producteur : Max Pécas
- Société de production : Les Films du Griffon
- Société de distribution : Les Films Jacques Leitienne
- Pays :  France
- Langue originale : français
- Année : 1975
- Format : couleur 35 mm
- Genre : érotique
- Durée : 86 minutes
- Dates de sortie : 
  -  France : 11 juin 1975
- Interdiction aux moins de 18 ans à sa sortie en salles en France[3].

## Distribution
| Dans des séquences originales : - Sylvia Bourdon : La femme au dictionnaire - Brendan Reed : Le partenaire | Dans des extraits de films précédents : - Sandra Julien : - Michel Vocoret : - Janine Reynaud : - Yves Vincent : - Anne Kerylen : - Robert Lombard : - Marie-Georges Pascal : (scène de Je suis frigide... pourquoi ?) - Thierry Murzeau : (scène de Je suis frigide... pourquoi ?) - Virginie Vignon : (scène de Je suis frigide... pourquoi ?) - Michel Lemoine : (scène de Je suis une nymphomane) - Fabienne Dali : - Astrid Frank : - Nicole Debonne : - Sylvie Coste : - Claude Cerval : - Véra Valmont : - Giuseppe Mattei : - Chantal Bonneau : - Claudine Coster : - Jean Vinci : - Madeleine Constant : - Gilda Arancio : (scène coupée de Je suis frigide... pourquoi ?) - Laure Moutoussamy : (scène coupée de Je suis frigide... pourquoi ?) |